# Zenochloris vandykei
Zenochloris vandykei är en skalbaggsart som beskrevs av Linsley 1935. Zenochloris vandykei ingår i släktet Zenochloris och familjen långhorningar. Inga underarter finns listade i Catalogue of Life.